# Аюти, Андреа
Андреа Аюти (итал. Andrea Aiuti; 17 июня 1849, Рим, Папская область — 28 апреля 1905, там же) — итальянский куриальный кардинал. Титулярный архиепископ Ахриды с 31 марта 1887 по 12 июня 1893. Апостольский делегат в Индии с 31 марта 1887 по 24 июля 1891. Секретарь Священной Конгрегации Пропаганды веры, по делам восточного обряда, с 24 июля 1891 по 7 июня 1893. Апостольский нунций в Баварии с 7 июня 1893 по 26 сентября 1896. Титулярный архиепископ Дамьетты с 12 июня 1893 по 22 июня 1903. Апостольский нунций в Португалии с 26 сентября 1896 по 22 июня 1903. Кардинал-священник с 22 июня 1903, с титулом церкви Сан-Джироламо-дельи-Скьявони с 12 ноября 1903. 